# 神奈川県立秦野支援学校
神奈川県立秦野支援学校（かながわけんりつ はだのしえんがっこう）は、神奈川県秦野市にある県立特別支援学校。病弱療養児を教育対象とする。旧称・神奈川県立秦野養護学校。

## 学部
- 小学部
- 中学部
- 高等部

## 所在地
- 〒257-0025 神奈川県秦野市落合500番地

## 沿革
- 1949年（昭和24年）6月1日 - 国立神奈川療養所（現・国立病院機構神奈川病院）内に秦野市立東小・中学校の特殊学級として特殊養護学級（通称・神奈川養護学園）を設置[1][2][3]。
- 1958年（昭和33年）10月 - 神奈川県立秦野養護学校開校[4]。
- 2023年（令和5年）4月1日 - 学校名を神奈川県立秦野養護学校から神奈川県立秦野支援学校に名称変更[5][6]。